# Неф (митологија)
Неф је личност из грчке митологије.

## Митологија
Према Аполодору, Неф је био син Херакла и Пракситеје, Теспијеве кћерке.

## Биологија
Латинско име ове личности (Nephus) је назив за род из групе тврдокрилаца.